# Xorazmortyx turkestanensis
Xorazmortyx turkestanensis — викопний вид куроподібних птахів вимерлої родини Paraortygidae, що існував в еоцені в Азії, приблизно 40 млн років тому. Скам'янілі рештки птаха знайдені в Туркменістані.